# Campionato europeo di taekwondo 2008
Il XVIII Campionato Europeo di Taekwondo si è disputato a Roma, in Italia, tra il 10 e il 13 aprile 2008.

## Medagliati

### Maschile
| Specialità | Oro                           | Argento                      | Bronzo                                                    |
| -54 kg     | Seifula Magomedov Russia      | Daniel Kurvinen Svezia       | Vicente Muriel Arias Spagna / Surechet Singsorn Danimarca |
| 58 kg      | Einur Amanov Azerbaigian      | Boris Winkler Germania       | Firat Pozan Turchia / Tyrone Robinson Gran Bretagna       |
| 62 kg      | Levent Tuncat Germania        | Martin Stamper Gran Bretagna | Dimitri Frank Russia / Maciej Ruta Polonia                |
| 67 kg      | Servet Tazegül Turchia        | Ilkin Shahbazov Azerbaigian  | Daniel Manz Germania / Dennis Bekkers Paesi Bassi         |
| 72 kg      | Rıdvan Baygut Turchia         | Manuel Mark Austria          | Anestis Nikolaidis Grecia / Tommy Mollet Paesi Bassi      |
| 78 kg      | Arman Yeremian Armenia        | Nicolás García Hemme Spagna  | Bashir Adam Germania / Mamédi Doucara Francia             |
| 84 kg      | Konstantinos Gkoltsios Grecia | Bahri Tanrıkulu Turchia      | Mauro Sarmiento Italia / Radomir Samardžić Serbia         |
| +84 kg     | Alexandros Nikolaidis Grecia  | Pascal Gentil Francia        | Leonardo Basile Italia / Mikel Bernal Fernández Spagna    |

### Femminile
| Specialità | Oro                               | Argento                        | Bronzo                                                |
| -47 kg     | Sümeyye Güleç Germania            | Kadriye Selimoğlu Turchia      | Iliana Eneva Bulgaria / Louise Mair Regno Unito       |
| 51 kg      | Brigitte Yagüe Spagna             | Caroline Fisher Gran Bretagna  | Anna Mirkin Israele / Maeva Coutant Francia           |
| 55 kg      | Hatice Kübra Yangın Turchia       | Margarita Mkrchian Bielorussia | Yulia Smichkova Russia / Eleonora Platania Italia     |
| 59 kg      | Estefanía Hernández García Spagna | Martina Zubčić Croazia         | Cristiana Corsi Italia / Elin Johansson Svezia        |
| 63 kg      | Marlène Harnois Francia           | Olga Cherkun Ucraina           | Hamide Bıkçın Turchia / Margherita Zocco Italia       |
| 67 kg      | Helena Fromm Germania             | Gwladys Épangue Francia        | Simona Hradilová Rep. Ceca / Sibel Güler Turchia      |
| 72 kg      | Sandra Šarić Croazia              | Burcu Sallakoğlu Turchia       | Nina Solheim Norvegia / Julia Swietkowiak Germania    |
| +72 kg     | Karolina Kedzierska Svezia        | Daniela Castrignanò Italia     | Marina Konieva Ucraina / Anne-Caroline Graffe Francia |

## Medagliere
| Posizione | Paese         | Oro | Argento | Bronzo | Totale |
| --------- | ------------- | --- | ------- | ------ | ------ |
| 1         | Turchia       | 3   | 3       | 3      | 9      |
| 2         | Germania      | 3   | 1       | 3      | 7      |
| 3         | Spagna        | 2   | 1       | 2      | 5      |
| 4         | Grecia        | 2   | 0       | 1      | 3      |
| 5         | Francia       | 1   | 2       | 3      | 6      |
| 6         | Svezia        | 1   | 1       | 1      | 3      |
| 7         | Azerbaigian   | 1   | 1       | 0      | 2      |
| 7         | Croazia       | 1   | 1       | 0      | 2      |
| 9         | Russia        | 1   | 0       | 2      | 3      |
| 10        | Armenia       | 1   | 0       | 0      | 1      |
| 11        | Gran Bretagna | 0   | 2       | 2      | 4      |
| 12        | Italia        | 0   | 1       | 5      | 6      |
| 13        | Ucraina       | 0   | 1       | 1      | 2      |
| 14        | Austria       | 0   | 1       | 0      | 1      |
| 14        | Bielorussia   | 0   | 1       | 0      | 1      |
| 16        | Paesi Bassi   | 0   | 0       | 2      | 2      |
| 17        | Bulgaria      | 0   | 0       | 1      | 1      |
| 17        | Danimarca     | 0   | 0       | 1      | 1      |
| 17        | Israele       | 0   | 0       | 1      | 1      |
| 17        | Norvegia      | 0   | 0       | 1      | 1      |
| 17        | Polonia       | 0   | 0       | 1      | 1      |
| 17        | Rep. Ceca     | 0   | 0       | 1      | 1      |
| 17        | Serbia        | 0   | 0       | 1      | 1      |
|           | TOTALE        | 16  | 16      | 32     | 64     |